# Geschichte der Stadt Neumarkt in der Oberpfalz
Die Geschichte der Stadt Neumarkt in der Oberpfalz beginnt um das Jahr 1100. Zunächst als neuer Marktplatz zwischen Nürnberg und Regensburg gegründet, entwickelt sich die Stadt schnell zum Mittelpunkt der Region. Einen Höhepunkt erreicht die Geschichte, als Neumarkt im 15. und 16. Jahrhundert Residenzstadt der wittelsbachischen Pfalzgrafen in der Oberpfalz wird. Danach verliert die Stadt an Bedeutung und kann sich erst im 19. Jahrhundert wieder zu einem wirtschaftlichen Standort entwickeln. 1945 wird die Stadt größtenteils zerstört, kann sich in der zweiten Hälfte des 20. Jahrhunderts jedoch zum wirtschaftlichen und kulturellem Zentrum der westlichen Oberpfalz entwickeln.

## Ur- und Frühgeschichte (bis 1000)
Spuren einer ersten Besiedlung lassen sich bis in die Jungsteinzeit (3000 v. Chr. – 1800 v. Chr.) zurückverfolgen, z. B. die Grabhügel nahe der Stadtteile Höhenberg und Voggenthal sowie einige bandkeramische Funde bei Velburg. Weitere Grabhügel und vor allem auch der in der benachbarten Marktgemeinde Postbauer-Heng gefundene Goldhut weisen darauf hin, dass die Siedlungstätigkeit unter den Kelten in der Bronzezeit um 1000 v. Chr. weiter zunahm. Mehrere als Viereckschanzen ausgeführte Befestigungen befinden sich z. B. bei Lauterhofen und Berngau-Dippenricht, außerdem eine Wallanlage auf dem Hochplateau des Buchberges.
Nach dem Untergang des Römischen Reichs drangen die Bajuwaren in das heutige Bayern vor und dehnten sich langsam auch nördlich der Donau aus. Aus dieser Zeit, dem 6. oder 7. Jahrhundert, stammen die zahlreichen Orte, die auf -ing enden, so auch Pölling, das als Gründung eines gewissen Bollo entstanden sein dürfte. Erste fränkische Königshöfe tauchten dann in Berngau und Lauterhofen auf.

## Gründung und Anfänge (1000–1410)

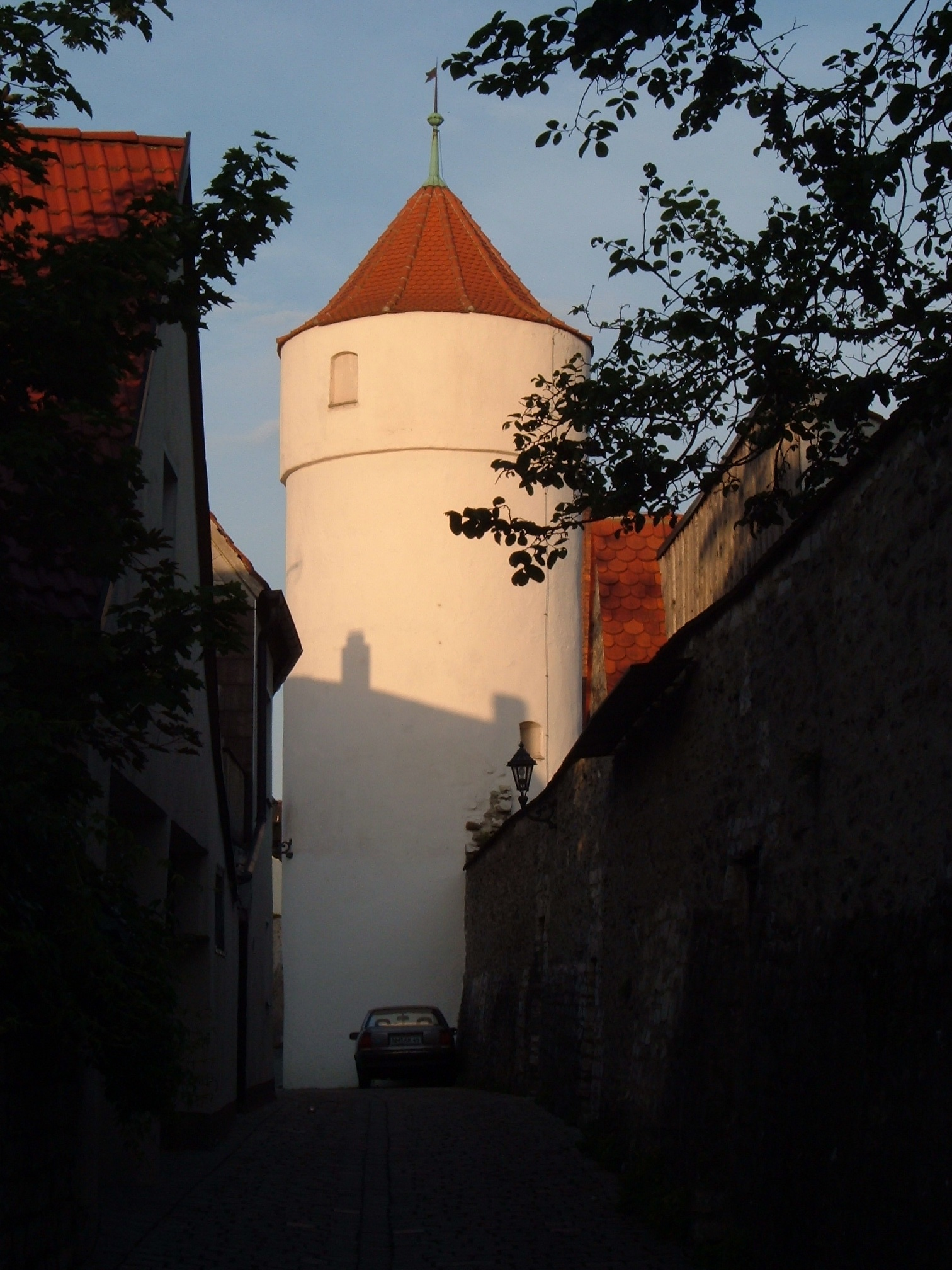
Stadtmauer mit Pulverturm (ca. 1300)

Die genauen Gründungsdaten von Neumarkt sind nicht bekannt, aber die Gründung als „neuer Markt“ wird für den Anfang des 12. Jahrhunderts an der Handelsstraße zwischen Nürnberg und Regensburg angenommen. Sie kreuzte, wohl am heutigen Bernfurter Weiher im Stadtteil Altenhof, die Strecke von Böhmen in Richtung Landshut, hier existierte auch eine Zollstation. Große Teile des Neumarkter Talkessels waren damals in Besitz der Herren von Wolfstein-Sulzbürg, was auf diese als Gründer zurückschließen lässt, aber nicht belegbar ist. 1135 tauchte zwar in einer Besitzübergabe an das Kloster Prüfening ein Friedericus de Niuwenmarchte als Zeuge auf und 1160 wurde in einem Schenkungsbuch des Klosters Reichenbach ein Marchward du Nuwenmarchet erwähnt. Die geographischen Bezüge machen es jedoch unwahrscheinlich, dass damit Neumarkt in der Oberpfalz gemeint ist: Ein Bezug zu Cham im Bayerischen Wald, das, wegen einer Neugründung an anderer Stelle, ebenfalls als „Neuer Markt“ bezeichnet wurde, ist wahrscheinlicher. Es wird allgemein angenommen, dass die Stadt um 1130 planmäßig entlang zweier Hauptachsen angelegt wurde, wie es für Städtegründungen dieser Zeit üblich war. Am 19. März 1232 wird in einem Vertrag zwischen dem Bischof Sifrid von Regensburg und seinem Dienstmann Conrad von Hohenfels ein nicht namentlich benannter Schultheiß von Neumarkt als Zeuge aufgeführt (Regesta Imperii V,1,2 n. 4229). Erstmals sicher urkundlich erwähnt wurde Neumarkt im Jahre 1235, als Kaiser Friedrich II. Zollfreiheit zwischen Neumarkt und Nürnberg und der Stadt damit auch Reichsunmittelbarkeit garantierte. Neben Nuvenmarchet („Neuer Markt“) wurde die Stadt meist als Neoforo oder Novoforo („Neues Forum“) bezeichnet. Im Rahmen des sogenannten Rintfleisch-Pogroms werden am 27. Juli 1298 in Neumarkt zwischen 40 und 65 Menschen getötet. Im Jahr
1315 berichteten erste Quellen von einer Stadtbefestigung, die aus einer Stadtmauer mit 2 Toren bestand.
Trotz wiederholter Bestätigung der Reichsfreiheit (so z. B. 1401, 1417 und 1521) gelang es jedoch nicht, diesen Status vor allem gegenüber den Wittelsbachern durchzusetzen. Am Ende des staufischen Kaisergeschlechts 1268 fiel Neumarkt an Ludwig von Bayern und damit an die Wittelsbacher. Zwar versuchten die deutschen Könige, u. a. Adolf von Nassau 1295 und Albrecht 1301, die Stadt wieder ihrem direkten Einfluss zu unterstellen, doch führten politische Streitigkeiten Neumarkt nach kurzer Zeit immer wieder zurück an die Wittelsbacher. Mit dem Hausvertrag von Pavia 1329, der die Wittelsbacher Lande aufteilte, wurde deren Anspruch bestätigt und Neumarkt fiel an die Pfalz bei Rhein.
Am 15. Mai 1381 wird der von einer Nürnberger Söldnertruppe in Postbauer festgenommene Raubritter Eppelein von Gailingen in Neumarkt hingerichtet.
Im März 1388 findet unter Pfalzgraf Ruprecht I. (Pfalz) in Neumarkt ein Schiedsgericht statt, das den Städtekrieg 1387–1389 zwischen dem Schwäbischen Städtebund und den bayerischen Herzögen beenden soll. Es wird ein Vergleich zu Gunsten der Städte geschlossen, der jedoch im Verlauf weiterer Verhandlungen wieder revidiert wird.

## Pfälzische Residenzstadt (1410–1544)

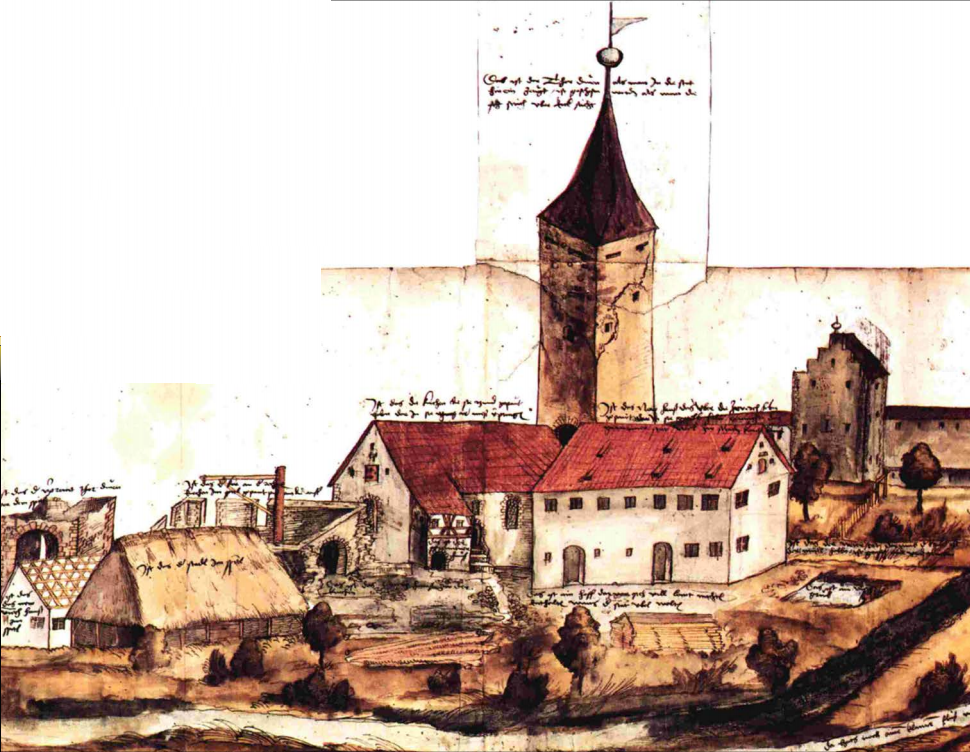
Unteres Tor um 1505 – Wiederaufbau nach der Belagerung durch die Nürnberger Truppen

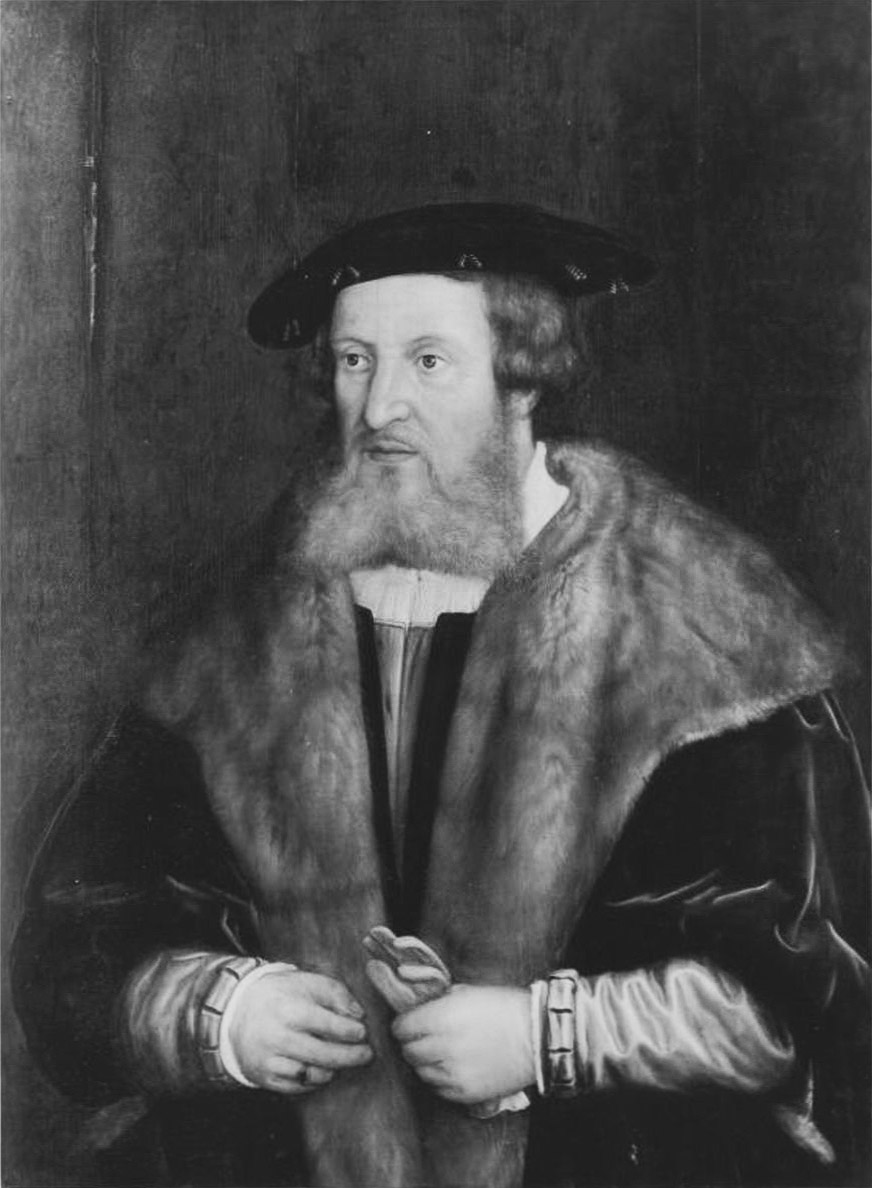
Friedrich II. von der Pfalz

Im 15. Jahrhundert und 16. Jahrhundert war Neumarkt pfälzische Residenzstadt. Nach dem Tod Ruprechts III. 1410 wurde unter seinen vier Söhnen und Erben die Kurpfalz aufgeteilt. Johann (* 1383; † 1443) erhielt die „Obere Pfalz“ und verlegte seinen Regierungssitz nach Neumarkt. Unter Pfalzgraf Johann entstanden die Hochbauten der Stadt wie das Rathaus, das Pfalzgrafenschloss, die Kirche St. Johannes, die Hofkirche und der Reitstadel. Sein Sohn Christoph (* 1416; † 1448) erhielt die dänische Königswürde und ließ Neumarkt von Heinrich von Parsberg als Statthalter verwalten. Christoph hinterließ keine Erben und beendete die Linie Pfalz-Neumarkt, so dass die oberpfälzischen Territorien an die Linie Pfalz-Mosbach-Neumarkt kamen.
Pfalzgraf Otto I. (* 1390; † 1461) regierte abwechselnd von Mosbach und Neumarkt aus, erst sein Sohn Otto II. (* 1435; † 1499) residierte wieder hauptsächlich in Neumarkt. Dort empfing er im Jahr 1475 die polnische Königstochter Hedwig und geleitete sie als Brautführer nach Landshut, wo sie bei der sogenannten Landshuter Hochzeit mit dem Herzogssohn Georg, dem späteren Georg dem Reichen, vermählt wurde.
Der auch als Otto Mathematikus bekannte Pfalzgraf widmete sich im Laufe der Zeit immer mehr seinen astronomischen Interessen und gab 1490 die Regierungsgeschäfte zurück an die Kurlinie unter Philipp dem Aufrichtigen.
Der Landshuter Erbfolgekrieg machte auch vor Neumarkt nicht halt: Im Juli 1504 marschierten etwa 5000 (nach anderen Quellen 8000) Mann Nürnberger Kriegsvolk mit etwa 40 Kanonen (nach anderen Quellen 80) gegen Neumarkt. In der Stadt spitzte sich die Lage zu, da die dort stationierten Landsknechte die Stadt an den Feind übergeben und plündern wollten. Die Situation entspannte sich wieder, als der kurfürstliche Vizedom Ludwig von Eyb aus Amberg mit einer Schar Bewaffneten angerückt, für Ordnung sorgte. Er legte zur Unterstützung zusätzlich 500 (nach anderen Quellen 1500) böhmische Kriegsknechte unter dem Hauptmann von Kanitz in die Stadt. Am 12. Juli begann die Belagerung. Den Nürnberger Angreifern gelang es nicht, die Stadt vollständig einzuschließen. Das Obere Tor (damals Deininger Tor) blieb offen. Die Belagerer konzentrierten sich auf den nördlichen Teil der Stadt. Dort konnten die Verteidiger nach schwerem Beschuss der feindlichen Artillerie eine vor dem Unteren Tor befindliche Schanze nicht mehr halten. Die nördliche Vorstadt mit dem Heilig-Geist-Spital wurde daraufhin von den sich zurückziehenden Verteidigern in Brand gesteckt, um den Nürnberger Angreifern keine Deckung zu bieten. Die Nürnberger versuchten, die Burg Wolfstein einzunehmen, scheiterten aber, da die Besatzung Unterstützung aus Amberg erhalten hatte. Die Belagerer verbrannten nun die Mühlen vor der Stadt. Die feindliche Artillerie richtete schweren Schaden in der Stadt und vor allem an der Stadtbefestigung an. Das Untere Tor, weitere Türme und Teile der Stadtmauer lagen in Trümmern. Die Belagerten antworteten mit einem abendlichen Ausfall Richtung Bernfurt, der zu Verlusten auf beiden Seiten führte. Schließlich resignierten die Nürnberger, die vergeblich um kaiserliche Unterstützung gebeten und diese erhofft hatten, und zogen am 30. Juli 1504 heimlich in der Nacht ab. Teile der Stadt waren schwer verwüstet.
Friedrich II. von der Pfalz (* 1482; † 1556), auch „Friedrich der Weise“ genannt, kehrte schließlich wieder in die Neumarkter Residenz zurück, ließ diese zu einem prächtigen Wasserschloss erweitern und vollendete auch den Bau der Hofkirche.
1531 verlor die Stadt offiziell ihren Status als Freie Reichsstadt, als Kaiser Karl V. sie als erblichen Besitz an die Pfalzgrafen übereignete. Vermutlich auf Grund eines erneuten Ausbruchs der Pest verfasst im Jahr 1533 der Neumarkter Stadtarzt Marcus Deas Veringer (Markus Beringer) ein als Pestregiment bezeichnetes Buch. 1544 erhielt Friedrich II. die Kurwürde und siedelte mit seinem Hofstaat nach Heidelberg über, die Zeit als Residenzstadt war damit beendet.

## Frühe Neuzeit und Zeiten des Umbruchs (1544–1815)

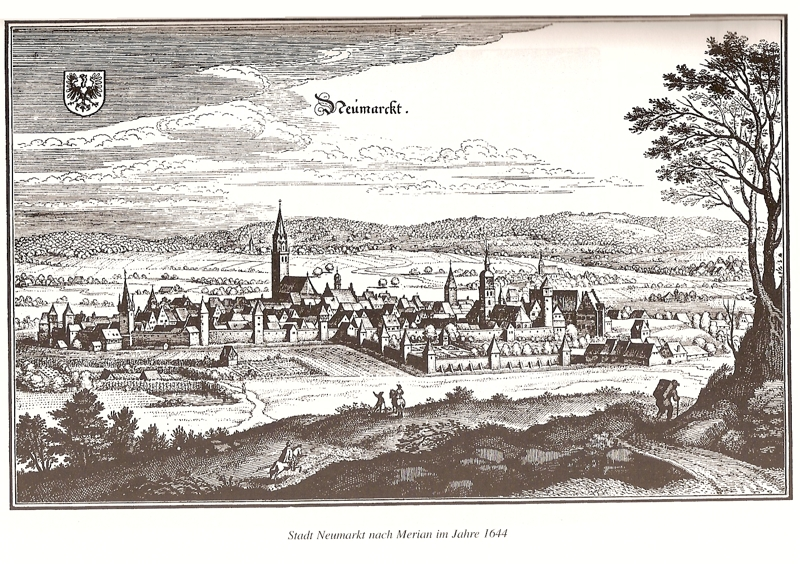
Neumarkt um 1644 (Merian)

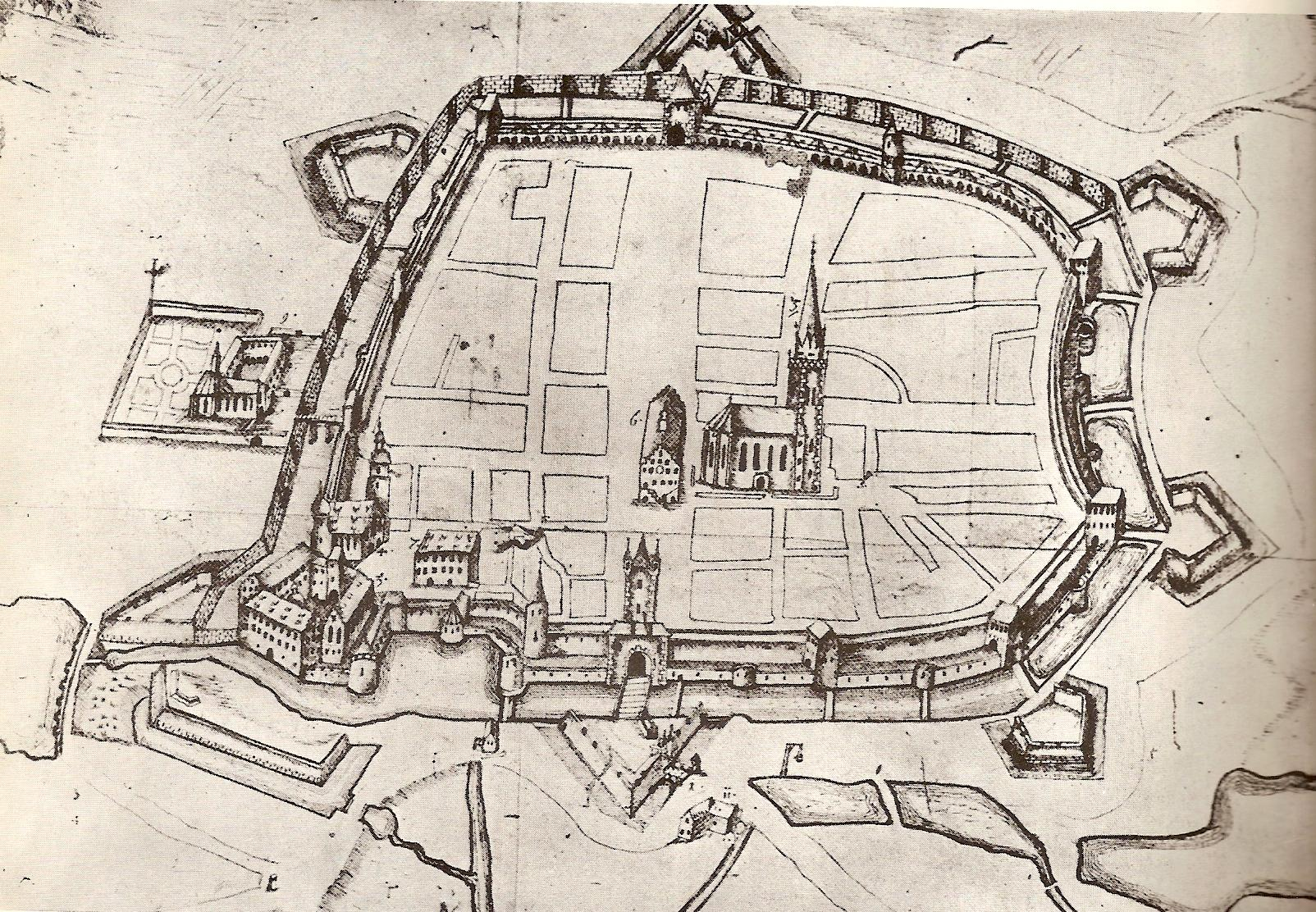
Stadtbefestigung 1675

Der endgültige Verlust dieser Privilegien führte dazu, dass Neumarkt immens an Bedeutung verlor. Im politischen und wirtschaftlichen Leben spielte die Stadt anschließend nur noch für die umgebende Region eine Rolle, das Wachstum kam nahezu zum Stillstand. Erst in der Mitte des 19. Jahrhunderts machte sich wieder ein Aufschwung bemerkbar.
1546 ziehen im Schmalkaldischen Krieg kaiserliche Truppen unter Maximilian von Egmond, von Aachen kommend, Richtung Ingolstadt durch das Neumarkter Gebiet. Dabei kommt es zu schweren Plünderungen, für die sich der kaiserliche Feldherr in einem Brief an Kurfürst Friedrich II. nachträglich entschuldigt (Sammlung von Briefen und Urkunden - Universitätsbibliothek Heidelberg, Cod. Pal. germ. 8).
Im Jahre 1562 wütete die Pest in der Stadt und der Umgebung. Im 16. Jahrhundert machten sich unter Pfalzgraf Ottheinrich die Lehren Luthers im bis dahin katholischen Neumarkt bemerkbar, denen sich Friedrichs Witwe Dorothea aber bis zu ihrem Tod 1580 erfolgreich widersetzte. 
1581 wird in Neumarkt im Gasthaus Zur Glocke ein Durchreisender als der gesuchte Serienmörder Peter Nirsch identifiziert. Beim Verhör unter Folter gesteht er mehr als 500 Morde ein. Viele schwangere Frauen und Kindern waren unter seinen Opfern. Er wird verurteilt und grausam hingerichtet.
Ab ca. 1590 wurde vom Pfalzgrafen Johann Casimir auch in Neumarkt der Calvinismus eingeführt. Für das Jahr 1612 wird wieder ein Ausbruch der Pest vermeldet. Als im Verlauf des Dreißigjährigen Krieges 1628 die Oberpfalz mit Neumarkt an Bayern kam, setzte sich wieder die katholische Lehre durch. 1630 und 1631 grassierte wieder die Pest in der Stadt. Zweimal wurde Neumarkt von schwedischen Truppen besetzt, nämlich von 1633 bis 1635 während der Kämpfe um Regensburg und von 1646 bis 1649. In beiden Fällen wurde die Stadt geplündert. 
Am 17. März 1703 wurde die kurbayerische Stadt und Garnison im Spanischen Erbfolgekrieg nach fünftägiger Belagerung von österreichischen Truppen und Truppen des fränkischen Reichskreises unter General Styrum besetzt. Von 1708 bis 1714 kam die Stadt wie die gesamte Oberpfalz unter Pfalz-Neuburgische Herrschaft. Ähnliches ereignet sich wiederum 40 Jahre später im Österreichischen Erbfolgekrieg. Unter dem Generalfeldzeugmeister Thüngen besetzen österreichische Truppen 1743 die Stadt. Dem bayerischen Freikorpsführer Johann Michael Gschray gelingt es die Stadt kurzzeitig für Bayern zurückzugewinnen, aber 1744 fällt sie wieder bis zum Friedensschluss 1745 an die Österreicher.
In den Koalitionskriegen kam es im Sommer 1796 zu einer dramatischen Begegnung zwischen französischen und österreichischen Truppen, als sich die Franzosen in der Stadt verbarrikadierten und die Österreicher die komplette Zerstörung androhten. Nur durch das beherzte Eingreifen des Neumarkter Schmieds Veit Jung, der eigenmächtig das Obere Tor aufschlug, konnte Schlimmeres verhindert werden. Als Bayern ab 1806 unter Napoleon I. Königreich wurde, erhielt Neumarkt den Status einer königlich-bayerischen Stadt und wurde Sitz eines Landgerichts.
Ende des 18. Jahrhunderts war in der Gegend um Neumarkt eine große Räuberbande aktiv (Große Fränkische Diebes- und Räuberbande). Erhalten ist z. B. noch die Abschrift eines Drohbriefes an den Neumarkter Schultheiss aus dem Jahre 1799. Geschrieben wurde dieser wahrscheinlich von dem Räuber Franz Troglauer.

## Aufschwung und Industrielle Revolution (1815–1914)

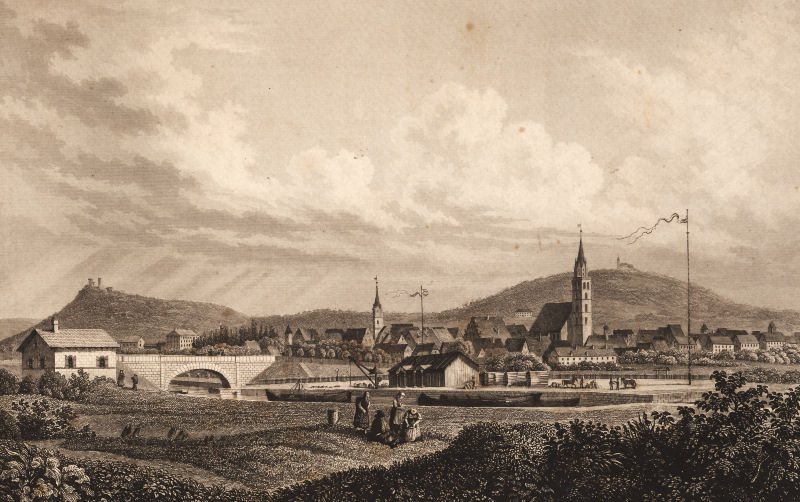
Kanalhafen von Neumarkt, Stahlstich (1845) von Alexander Marx

Im 19. Jahrhundert wandelte sich Neumarkt allmählich zum Industriestandort. Ab 1830 arbeiteten auch im Raum Neumarkt mehrere Tausend Menschen am Bau des Ludwig-Donau-Main-Kanals, mit seiner Fertigstellung 1846 wurde Neumarkt Hafenstadt. Die ehemals hohen Erwartungen an den Kanal sollten sich allerdings nie erfüllen, da ihm bald die Bahnstrecke nach Nürnberg und Regensburg sowie die Abzweigung nach Beilngries und später die nach Regensburg ab 1871 den Rang abliefen. Entlang der heutigen Bahnhofstraße entwickelte sich das erste Industriegebiet außerhalb der Stadtmauern. Anfang 1872 muss der bayerische Staat ein zinsloses Darlehen von 200.000 Gulden bereitstellen, um die, durch Veruntreuung des amtlichen Kassenverwalters, in Schieflage geratene Neumarkter Spar-, Leih und Hilfskasse zu stabilisieren. 
1884 entstand mit den Express Werken die erste Fahrrad-Fabrik in Kontinentaleuropa (außerhalb Englands), 1894 wurde unter französischer Leitung die erste Sprengstoff-Fabrik Bayerns eröffnet. Um 1900 wurde im Innenstadtbereich eine erste Kanalisation installiert, ihr folgten bald Wasser- und Gasleitungen und 1905 die städtische Badeanstalt. Im Jahr 1909 bringen am 4. Februar starke Regenfälle die Schneedecke zum Abschmelzen und verursachen ein Hochwasser, das vor allem den südlichen Teil der Stadt um die Regensburger Straße betrifft und schwere Schäden hinterlässt.

## Erster Weltkrieg und Weimarer Republik (1914–1933)
Die wirtschaftlichen Auswirkungen des Ersten Weltkriegs wurden auch in Neumarkt bald spürbar. Die Rohstoffknappheit führte dazu, dass beispielsweise 1917 die Zinndeckel der Bierkrüge beschlagnahmt und Silbermünzen durch solche aus Aluminium ersetzt wurden. 1918 wurden die Lebensmittel, vor allem Fleisch und Kartoffeln knapp. Über 300 Neumarkter blieben als Gefallene auf den Schlachtfeldern dieses Krieges. Nach Kriegsende waren die Vorräte an Gas und Kohle sehr beschränkt, so wurde zum Beispiel der Eisenbahnverkehr nach Nürnberg, Regensburg und Beilngries stark eingeschränkt.
In den 20er Jahren war die Stadtverwaltung sehr bemüht, neue Industrien anzusiedeln. 1921 wurde der ehemalige Exerzierplatz an die Holzgroßhandlung Pfleiderer aus Heilbronn verkauft, die später als Pfleiderer (Unternehmen) ihren Firmensitz hierher verlegt. 1922 gründete die Bleistiftfabrik Eberhard Faber ein Werk an der heutigen EFA-Straße. Im August 1924 wird Neumarkt an die öffentliche Stromversorgung angeschlossen. Der wirtschaftliche Aufschwung führte auch dazu, dass die Bevölkerung erheblich wuchs. In den 20er Jahren konnte die Stadt den größten Bevölkerungszuwachs der Oberpfalz verzeichnen.
Im September 1923 wurde in Neumarkt eine erste Ortsgruppe der NSDAP gegründet, die bereits am Deutschen Tag am 23. September öffentlich auftrat. Nach dem Verbot im November 1923 schlossen sich deren Anhänger zunächst dem Völkischen Block an. Der Wegzug aktiver Parteigänger aus Neumarkt führte jedoch dazu, dass die nationalsozialistische Bewegung bald wieder zerfiel. Erst 1928 gelang eine Neugründung der Partei.
Im Jahr 1926 brannte das Kolpinghaus mit seinem Theatersaal nieder. Das hatte zur Folge, dass das Theaterleben in der Stadt nahezu zum Erliegen kam. Es dauerte bis 1934, bis ein neu erbautes Gesellenhaus wieder eröffnet werden konnte.

## Nationalsozialismus, Dietrich-Eckart-Stadt (1933–1945)

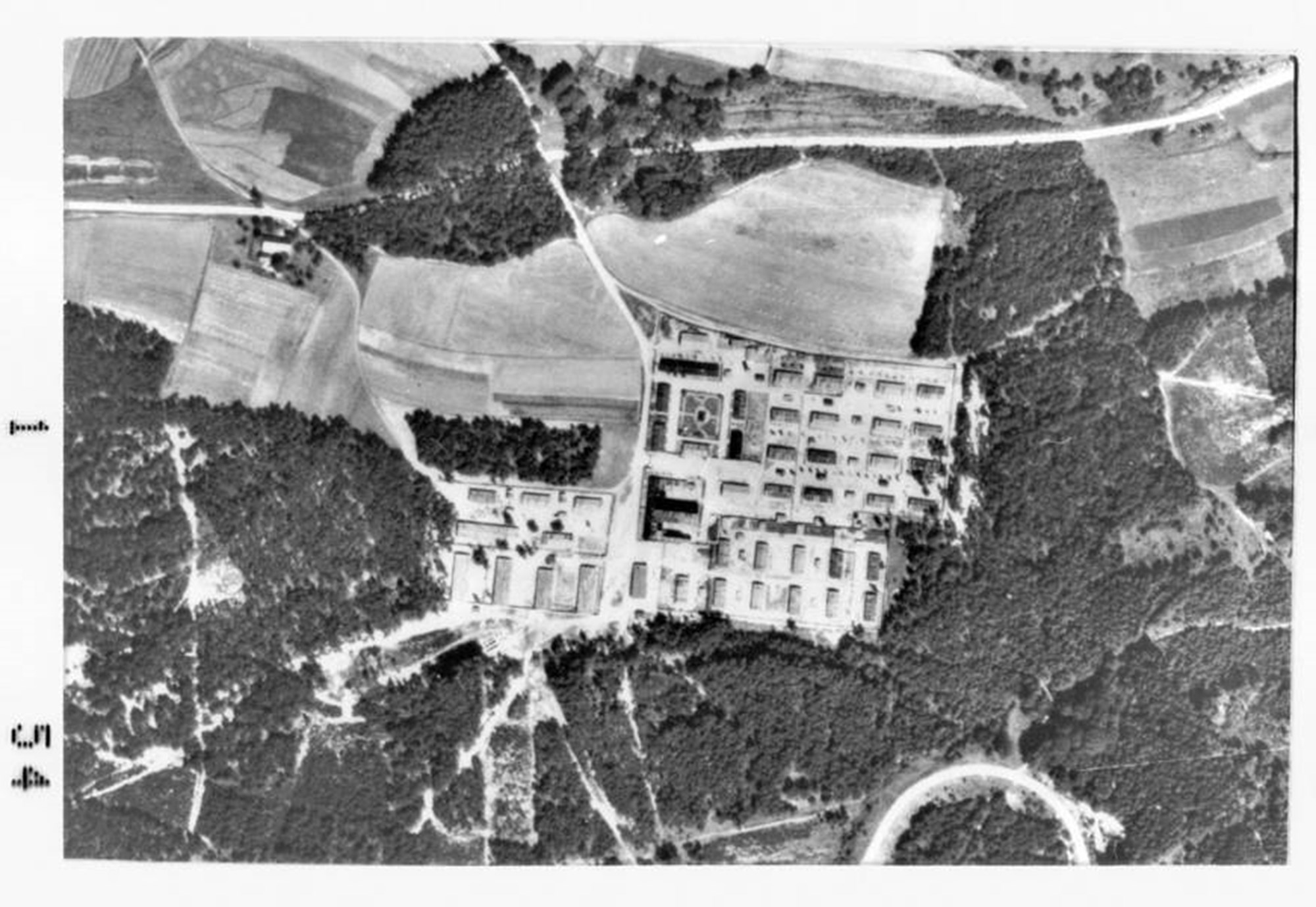
Internierungslager Wolfstein 1943

Ab 1933 übernahm auch in Neumarkt die NSDAP die Macht. Als Geburtsort von Dietrich Eckart trug sie den offiziellen Namenszusatz Dietrich-Eckart-Stadt, im Januar 1934 weihte Adolf Hitler im Stadtpark ihm zu Ehren ein Denkmal ein. Die Sprengstofffabrik der WASAG AG im heutigen Wasag-Park wurde bereits Mitte der 1930er ein wichtiger Hersteller von Handgranaten und Minen. Hier – und auch in anderen Neumarkter Firmen – wurden mit Fortschreiten des Krieges immer mehr Zwangsarbeiter, vor allem aus Osteuropa, eingesetzt. Für sie richteten die Nationalsozialisten 1942 im heutigen Stadtteil Wolfstein ein Internierungslager ein, vor allem sowjetische Gefangene wurden auch in der Außenstelle in der Papiermühle in der Mühlstraße untergebracht, wo besonders menschenunwürdige Bedingungen herrschten. Hunderte von ihnen starben und wurden auf einem Friedhof für ausländische Kriegsopfer begraben, darunter Frauen und Kinder.
Juden wurden, wie überall im Reich, zunächst gedemütigt und drangsaliert, später auch verfolgt und deportiert. Am 9. November 1938 wurde die Synagoge in der Hallertorstraße in Brand gesetzt und größtenteils zerstört. Am Karfreitag 1942 wurde Neumarkt „judenfrei“, als die 15 letzten Juden in Konzentrationslager gebracht wurden.
Kurz vor Kriegsende wurde Neumarkt durch zwei amerikanische Luftangriffe am 23. Februar und am 11. April 1945 größtenteils zerstört. Die Zivilbevölkerung zog sich in die umliegenden Vororte Woffenbach, Pölling und Berg zurück. Die letzten in der Stadt verbliebenen Menschen versuchten mehrmals, die Stadt kampflos an die bereits bis Postbauer-Heng und Berg vorgerückten US-Truppen zu übergeben, jedoch leisteten zwei SS-Divisionen bis zuletzt Widerstand. Zwischen amerikanischen und deutschen Soldaten kam es zu erbitterten Gefechten im gesamten Stadtgebiet. Unter anderem wurde ein Amerikaner in die Hofkirche zurückgedrängt, dort stecken noch heute die Kugeln im Sockel des Hauptaltars. Über 90 % der Altstadt sowie das Bahnhofsviertel lagen bei der Einnahme durch US-Truppen am 22. April 1945 in Schutt und Asche. Der heutige Stadtteil Voggenthal wurde dabei von den Amerikanern „übersehen“, so dass die Voggenthaler zunächst vergeblich warteten und schließlich die Truppen im benachbarten Höhenberg baten, doch auch noch befreit zu werden.

## 1945 bis heute

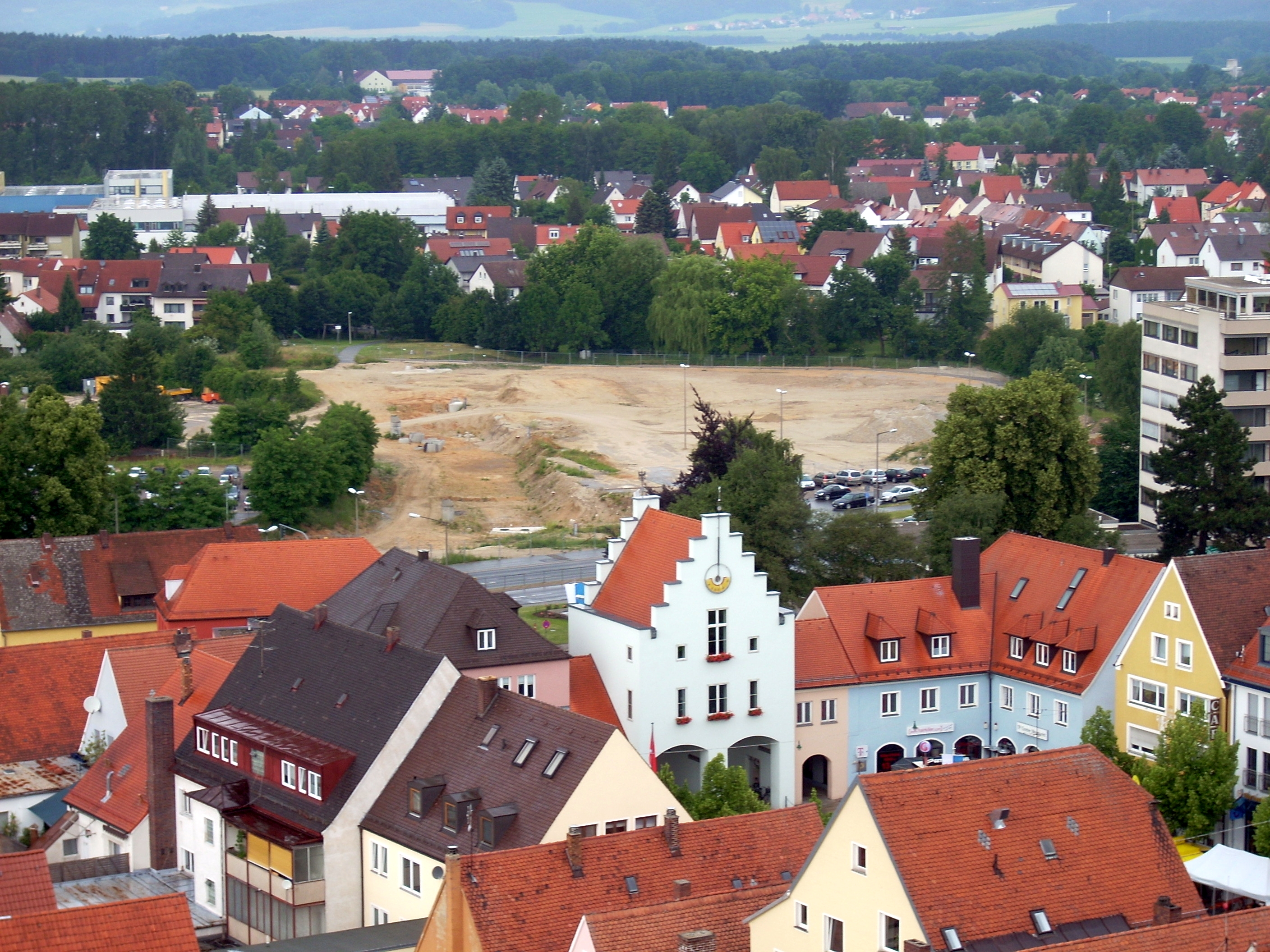
Brachfläche am Unteren Tor: Hier sollte die „Jura-Galerie“ entstehen

Der dem Weltkrieg folgende Wiederaufbau führte zu einem Überwiegen der zeittypischen Architektur im Stadtbild. Jedoch gelang es, den historischen Charakter der Altstadt zu bewahren. Erst zum Ende des 20. Jahrhunderts konnten der Reitstadel (1980) und das Untere Tor (1989) wiederaufgebaut werden. 1968 erreichte die Autobahn A3 Neumarkt. Im Rahmen der Gebietsreform von 1972 wurde die kreisfreie Stadt Neumarkt am 1. Juni in den Landkreis Neumarkt eingegliedert und zur Großen Kreisstadt erklärt, wobei die Gemeinden Pölling, St. Helena, Holzheim, Lippertshofen, Mühlen und Pelchenhofen sowie Teile der Gemeinden Woffenbach und Stauf eingemeindet wurden. Der Landkreis Neumarkt wurde mit dem Kreis Parsberg und Teilen der Kreise Hilpoltstein und Riedenburg verschmolzen. Die Gemeinde Kastl ging an den Landkreis Amberg-Sulzbach. Im selben Jahr entstand auf dem Mariahilfberg die Sternwarte unter ehrenamtlicher Leitung.
1980 wurde mit dem Bau der Umgehungsstraßen begonnen, am 1. September 1993 wurde schließlich mit den ersten Stadtbussen der ÖPNV eingeführt. Die 1990 begonnene Altstadtsanierung belebt das Stadtbild ganz erheblich, der Rathausplatz und die Klostergasse wurden in eine Fußgängerzone umgewandelt. Nach und nach werden die einzelnen Viertel der Altstadt renoviert, es entstehen neue Wohnanlagen. 1997 wurde der ehemalige Schlachthof am Unteren Tor abgerissen, um Platz für die Jura-Galerie, ein modernes Einkaufszentrum, zu schaffen. Das Vorhaben war von Anfang an umstritten, ein Bürgerentscheid 2000 stoppte das Projekt zunächst.
1998 fand vom 24. April bis zum 4. Oktober in Neumarkt die 8. Bayerische Landesgartenschau statt, der Zuschlag dafür wurde erst 1995, nachdem Landshut aus finanziellen Gründen zurücktrat, erteilt. Die in Rekordzeit vorbereitete Gartenschau, die rund um den Ludwig-Donau-Main-Kanal zwischen Holzheim und Altenhof stattfand, gilt bis heute als eine der erfolgreichsten in Bayern. Im Juli 2004 wurde das viel diskutierte Museum Lothar Fischer eröffnet. Im Zuge der Errichtung dieses Museums wurde der Stadtpark hinter dem Schloss umgestaltet. Bereits seit 1997 laufen die Planungen für die Errichtung einer Stadthalle im Stadtpark, ein Baubeginn war für 2007 vorgesehen. Der dazugehörige Beschluss des Stadtrats wurde bis heute nicht umgesetzt.
Im Dezember 2010 wurde die Stadt mit der Linie S3 an das Nürnberger S-Bahnnetz angeschlossen.
Am 23. September 2008 erhielt die Stadt den von der Bundesregierung verliehenen Titel „Ort der Vielfalt“. Im Rahmen eines Nachhaltigkeitsprojektes der UNESCO wurde Neumarkt mit dem Titel "Stadt der Weltdekade" für 2007/2008, 2009/2010, 2011/2012 und 2013/2014 ausgezeichnet.